# Î
De Î (onderkast: î) is een in het Latijns alfabet voorkomende letter. De letter wordt gevormd door het karakter I met een daarboven geplaatste circumflex.
In het Frans wordt de Î gebruikt in woorden zoals île waar voorheen een "s" te vinden was ("isle"). De uitspraak verandert niet. 
In het Roemeens staat de Î voor een gesloten ongeronde middenklinker (IPA symbool ɨ), die in die taal vergelijkbaar met de Â uitgesproken. Komt men deze klank aan het begin of einde van een woord tegen dan gebruikt men de Î, daarbuiten de Â, met uitzondering van eigennamen en samenstellingen).
In het Weerts (Limburgs) wordt de Î uitgesproken als /eː/. Met een sleeptoon (ː).
In de Latijnse weergave van het Kirmanci wordt de Î als gewone I uitgesproken, daarentegen wordt een "gewone" I als Schwa uitgesproken.

## Weergave op de computer
In Unicode vindt men de Î onder de codes U+00CE (hoofdletter) en U+00EE (onderkast). Deze plaats hebben ze eveneens in de ISO 8859-1 codeset.
In TeX worden de Î en î weergeven door respectievelijk ^I en \^i te gebruiken.
In HTML worden respectievelijk de codes &Icirc; voor de hoofdletter Î en &icirc; voor de onderkast î gebruikt.